# Вестиенская волость
Ве́стиенская во́лость (латыш. Vestienas pagasts; устар. Фезенская волость) — одна из двадцати двух территориальных единиц Мадонского края Латвии. Административным центром волости является село Вестиена.

## География
Территория волости занимает 11 680,5 га и находится на Вестиенском всхолмлении Видземской возвышенности. Высшая точка — гора Дравену (282,7 м).
На территории волости находится 22 озера: Калэзерс, Виешурс, Сиетниеку, Талеяс и другие.

## История
В 1935 году площадь волости равнялась 102 км², а население составляло 945 человек (450 мужчин и 495 женщин)